# Rathaus (Baden)

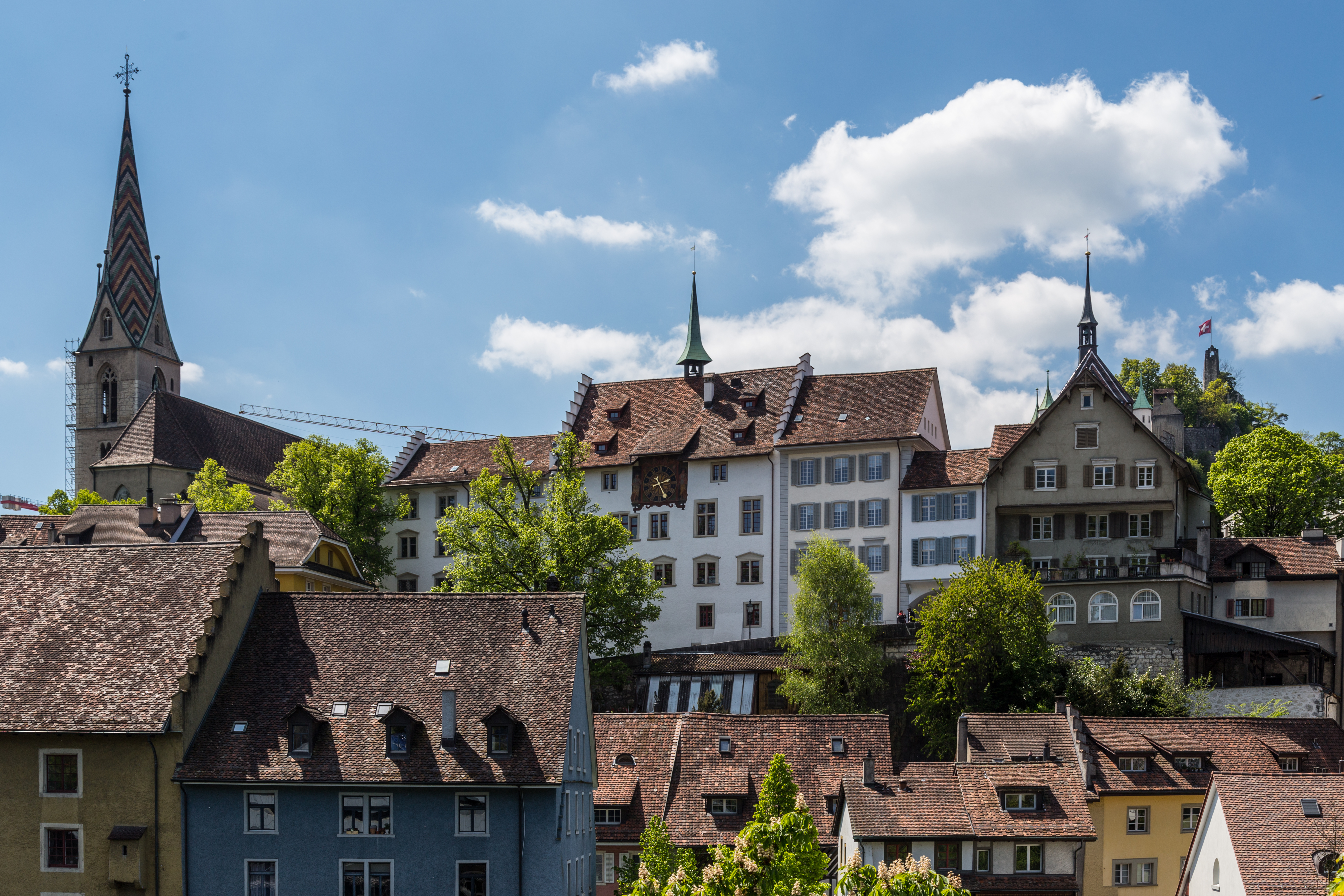
Badener Rathaus (Bildmitte, mit Dachreiter); rechts davon das Stadthaus, links Zeughaus (teilweise verdeckt) und Stadtkanzlei

Das Rathaus ist der Sitz der Stadtverwaltung von Baden im Kanton Aargau. Es ist Teil eines aus vier Gebäuden bestehenden Blocks öffentlicher Gebäude in der Altstadt. Dieser umfasst auch das Stadthaus an seiner Nordseite sowie das ehemalige Zeughaus und die Stadtkanzlei an seiner Südseite. Alle vier Gebäude stehen auf dem Unterbau einer Häuserzeile, die nach der Mitte des 14. Jahrhunderts im Rahmen einer Stadterweiterung angelegt wurde. Das Rathaus war von 1426 bis 1712 der wichtigste Versammlungsort der Tagsatzungen der Alten Eidgenossenschaft. Seit 1995 ist es in der Liste der Kulturgüter von nationaler Bedeutung aufgeführt.

## Rathaus

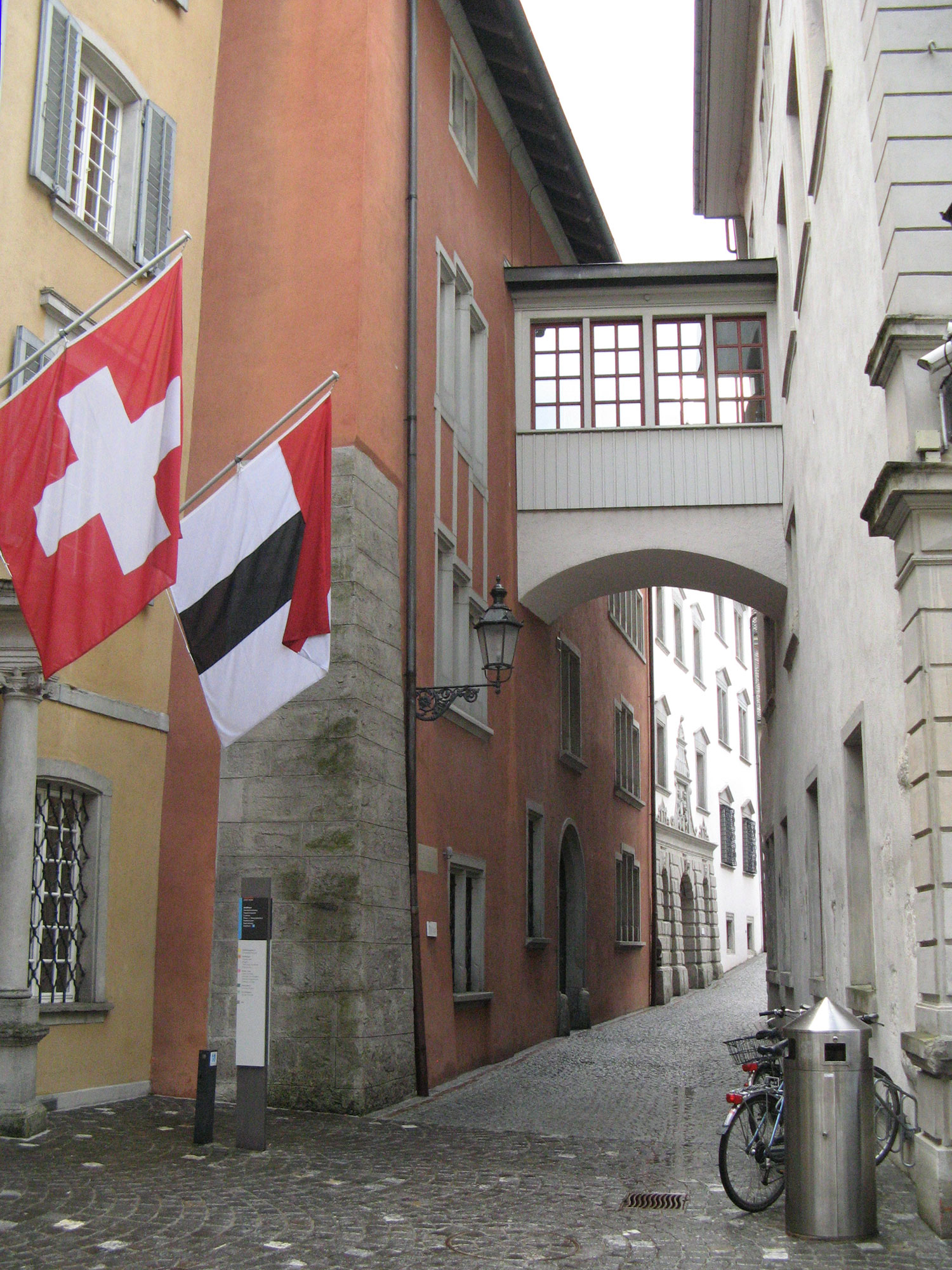
Rathaus-Vorderseite mit Verbindungsbrücke zum Amtshaus

### Architektur
Das Rathaus (auch «Hinteres Rathaus» genannt), von Norden her gesehen das zweite Gebäude, ist das älteste erhalten gebliebene und geht im Kern ungefähr auf das Jahr 1360 zurück. Die erste urkundliche Erwähnung des im spätgotischen Stil errichteten Gebäudes erfolgte im Jahr 1398. Das Rathaus ist doppelt so breit wie die drei übrigen Gebäude und überragt diese mit seinen Treppengiebeln.
Die Westfassade, wo sich der von einem Rundbogen eingefasste Haupteingang befindet, ist aufgrund ihrer Lage in einer schmalen Seitengasse eher schlicht gestaltet. Repräsentativer ist die Ostfassade, die auf den Abhang zur Limmat hin ausgerichtet ist. Unter einem angehobenen Dachvorsprung befindet sich eine Uhr aus dem Jahr 1599, die mit aufwändigem Freskenschmuck verziert ist. Die Masswerkrose wird von einem blau und golden bemalten Ziffernkreis umschlossen, dieser wiederum wird von allegorischen Figuren der Justitia und der Nemesis flankiert. Auf dem First steht ein Dachreiter mit Glocke.
Eine Aussenrenovation im Jahr 2013 änderte das Gesamtbild der Häuserzeile grundlegend, da die vormals charakteristisch bunten Schaufassaden der Gebäude – wobei sich das bis dahin in dunklem Rot gehaltene Rathaus deutlich von den helleren flankierenden Gebäuden abhob – durchgehend in hellen Farbtönen gestaltet wurden.

### Tagsatzungssaal
Das Rathaus diente ab 1426 als Versammlungsort der eidgenössischen Tagsatzung, wobei sich die Abgesandten im Tagsatzungssaal im zweiten Obergeschoss trafen. Der im Jahr 1497 auf Kosten des wohlhabenden Agnesspitals neu gestaltete Raum ist ein Kulturgut von nationaler Bedeutung. Er misst rund 11 auf 7 Meter und nimmt die gesamte Gebäudetiefe ein. An beiden Längswänden trägt ein wuchtiger Steinpfeiler auf einem Abakus ein über der Decke liegendes Hängewerk.

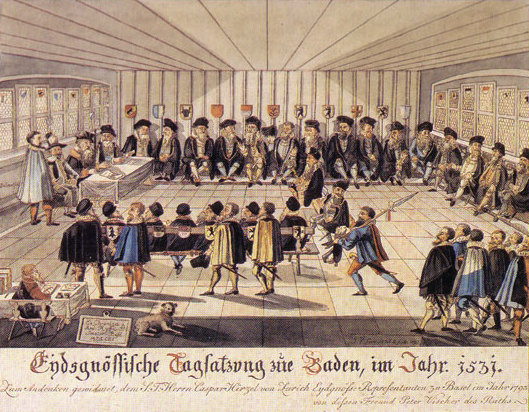
Tagsatzungssaal im Jahr 1531

Im Jahr 1500 stifteten die Orte der Eidgenossenschaft und der Rat der Stadt Baden je eine von Lukas Zeiner gestaltete Wappenscheibe in Form von Glasgemälden. Sie zeigen alle dieselbe Komposition: Innerhalb eines bogenförmigen Rahmens das Standeswappen auf Fliesen- oder Rasenboden, überhöht vom kronenbesetzten Reichsschild und flankiert von zwei Schildhaltern. Die ursprünglichen Wappen (mit Ausnahme des Badener Stadtwappens) wurden 1812 verkauft und befinden sich in Besitz verschiedener öffentlicher und privater Kunstsammlungen. An ihre Stelle traten Kopien.
Nach dem Zweiten Villmergerkrieg von 1712 fanden kaum noch Tagsatzungen statt, da die katholischen Orte von der Verwaltung der Grafschaft Baden und weiterer Gemeiner Herrschaften ausgeschlossen worden waren. 1714 unterzeichneten hier der französische Marschall Villars und im Namen des Kaisers Prinz Eugen von Savoyen den Frieden von Baden, der den Spanischen Erbfolgekrieg beendete. Während des 19. Jahrhunderts diente der Saal zeitweilig als provisorisches Schulzimmer. Seit 1876 wird er vom Bezirksgericht genutzt, ausserdem steht er für Ziviltrauungen zur Verfügung. Anlässlich der Innenrenovation im Jahr 1915 wurden die Wände mit Weichholztäfern ausgekleidet.

## Angrenzende Gebäude

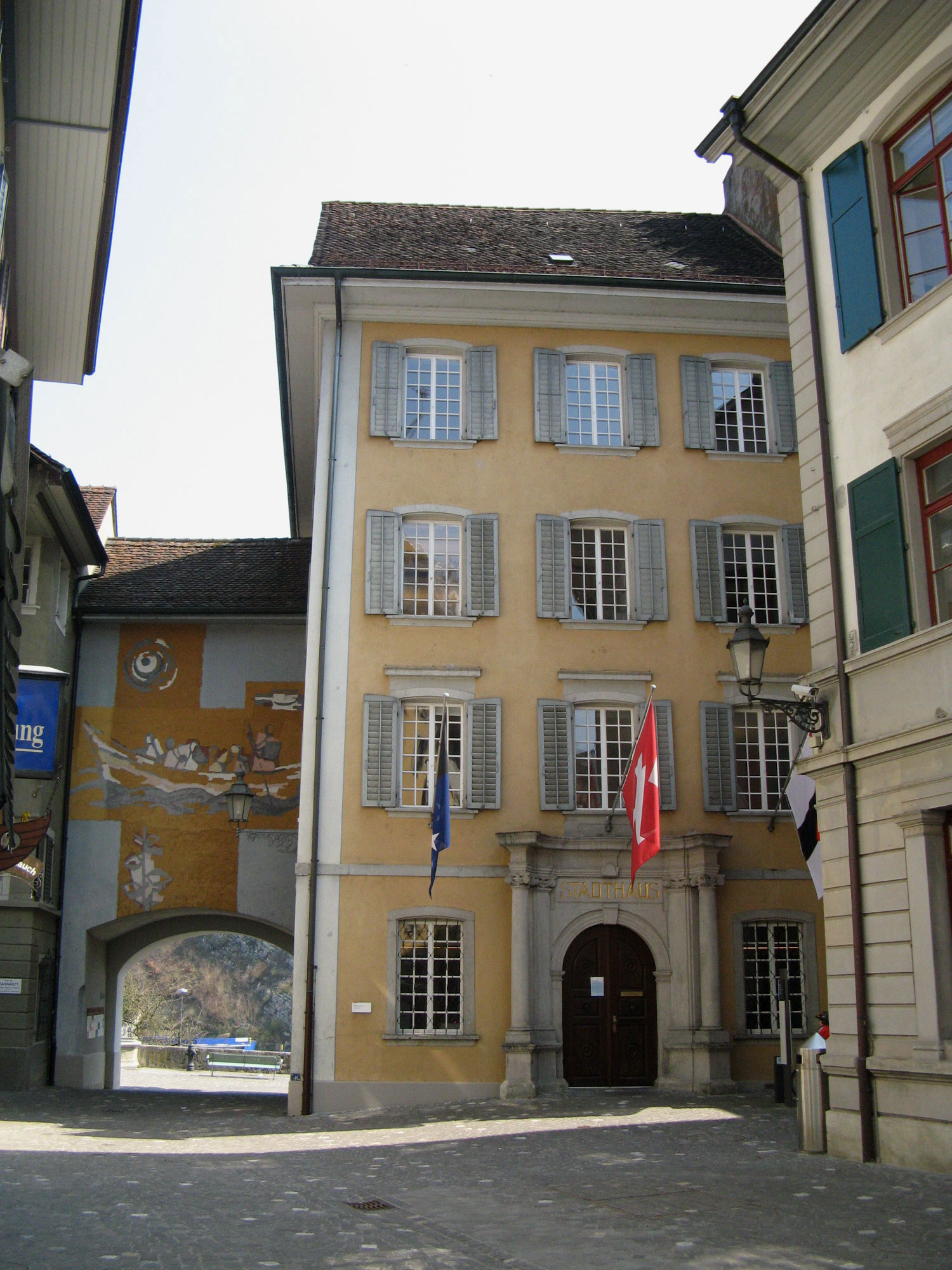
Stadthaus

### Stadthaus
Nördlich an das Rathaus stösst das Stadthaus an. Es war um die Wende vom 14. zum 15. Jahrhundert errichtet worden und war lange Zeit ein gewöhnliches Wohnhaus. Dessen Name «Zur rotten Thür» (später «Zum roten Turm») bezog sich auf das frühere Ost- oder Haldentor, dem heutigen Schwibbogen hinüber zum Haus Rathausgasse 2. Der zwei Stockwerke hohe Schwibbogen ist mit einem modernen Fresko verziert, das 1970 nach der Renovation aufgemalt wurde. Das Stadthaus beherbergte von 1779 bis zur Zeit der Helvetischen Republik die Landschreiberei der Grafschaft Baden. Seit 1892 ist es im Besitz der Einwohnergemeinde und enthält Verwaltungsräume.

### Zeughaus

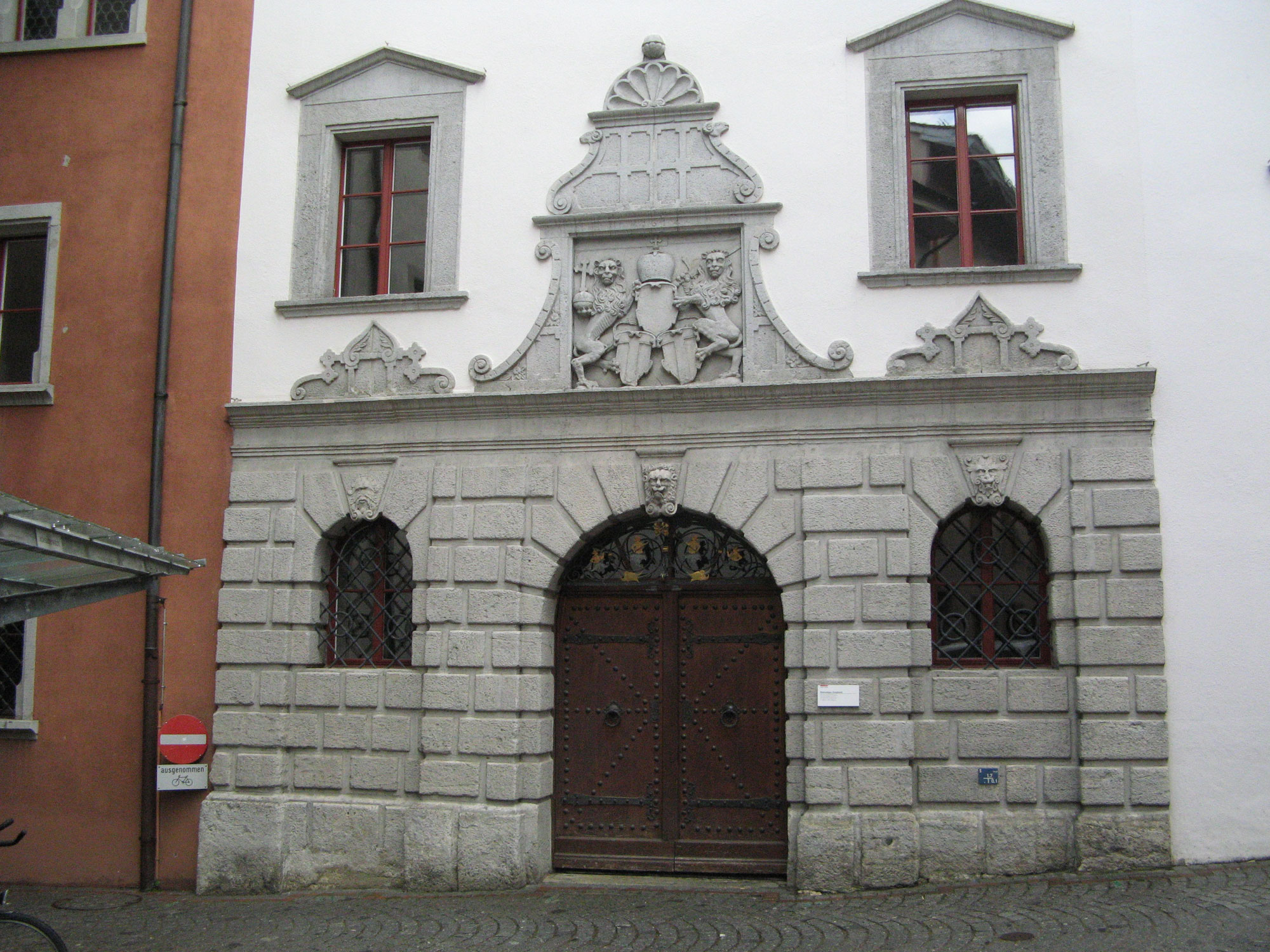
Portal des Zeughauses

Aus dem Jahr 1614 stammt das Zeughaus, das südseitig an das Rathaus angebaut ist. Es präsentiert sich in einfach gehaltenem, aber reinem Renaissancestil. Ein monumentales Portal mit kräftigem Bossenwerk prägt die gesamte Breite des Erdgeschosses an der Westfassade. Bis weit zum ersten Obergeschoss reicht oberhalb des Eingangs ein feingliedriger Reliefschmuck des württembergischen Bildhauers Bartholomäus Cades. Es enthält ein rechteckiges Feld, in welchem zwei Löwen mit Reichsapfel und Schwert, das Reichswappen und das Badener Wappen in doppelter Ausführung zu sehen sind.

### Stadtkanzlei

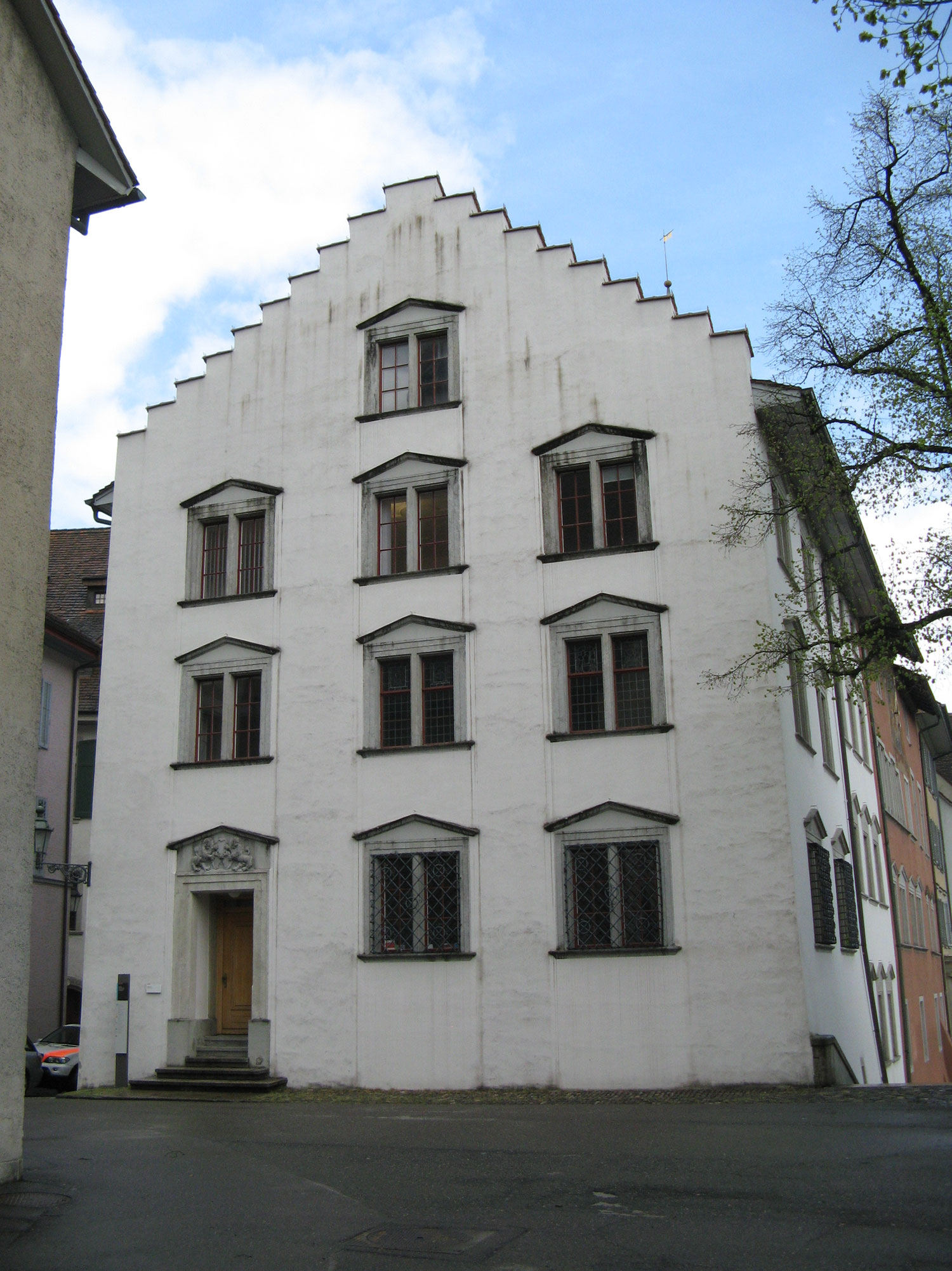
Stadtkanzlei

Den südlichen Abschluss der Häuserzeile bildet die dem Kirchplatz zugewandte Stadtkanzlei. Ein Vorgängerbau bestand bereits im 13. Jahrhundert. 1442 wurde er als Besitz des Zürcher Dominikanerklosters erwähnt, ab 1527 war er in Privatbesitz. Die Stadt liess das Gebäude 1679 abbrechen und durch einen frühbarocken Neubau ersetzen, in welchem die Stadtkanzlei untergebracht wurde. Eine damals im Hochparterre eingerichtete Schreibstube existiert noch heute, in einem Saal im ersten Obergeschoss tagt der Badener Stadtrat.

### Amtshaus
Das Amtshaus (auch «Vorderes Rathaus» genannt) gehört zwar nicht zu der Häuserzeile, ist jedoch über eine gedeckte Brücke, die eine enge Seitengasse überspannt, mit dem Rathaus verbunden. Das spätgotische Gebäude entstand in der zweiten Hälfte des 16. Jahrhunderts zur Entlastung des Rathauses. Der Architekt Joseph Caspar Jeuch ergänzte 1878 die Hauptfassade mit klassizistischen Stilelementen. Während des 19. Jahrhunderts war das Amtshaus Sitz des Bezirksamtes, heute befinden sich hier städtische Verwaltungsräume.